# 레저렉션 2
《레저렉션 2》(영어: Sanctimony)는 미국에서 제작된 우베 볼 감독의 2000년 범죄 심리 공포 영화이다. 캐스퍼 밴딘 등이 출연하였고, 숀 윌리엄슨 등이 제작에 참여하였다. 이 영화는 2000년 말에 개봉되었다.

## 출연진
- 캐스퍼 밴딘
- 마이클 퍼레이
- 에릭 로버츠
- 제니퍼 루빈
- 캐서린 옥슨버그
- 마이클 래스머슨
- 타니아 라이커트
- 데이비드 밀번
- 크리스털 로
- 마니 올턴
- 애덤 J. 해링턴
- 리처드 리콕
- 데이비드 케이
- 벤즈 앙투안

## 기타 제작진
- 총괄 제작: 마크 R. 해리스
- 공동 제작: 제프리 솅크
- 배역: 페니 페리
- 미술: 팅크
- 의상: 마리아 리빙스톤